# Váci múmiák
Váci múmiák elnevezéssel a váci Fehérek templomának 1994-es felújítása során megtalált 265 természetes úton mumifikálódott emberi maradványt, valamint további 40 személy csontmaradványát illetik. Az egész világon ritkaságszámba megy, hogy ennyi természetesen mumifikálódott holttest maradjon fönn. A 265 múmia sorban elhelyezett és egymásra helyezett díszes fakoporsóban feküdt. A legtöbbön feltüntették a nevet vagy monogramot, a halál dátumát és némelyiken más információkat is. A feltárást a váci Tragor Ignác Múzeum által szervezett munkacsoport végezte, a kutatók ezen adatok alapján tudták beazonosítani az eltemetett személyek többségét.

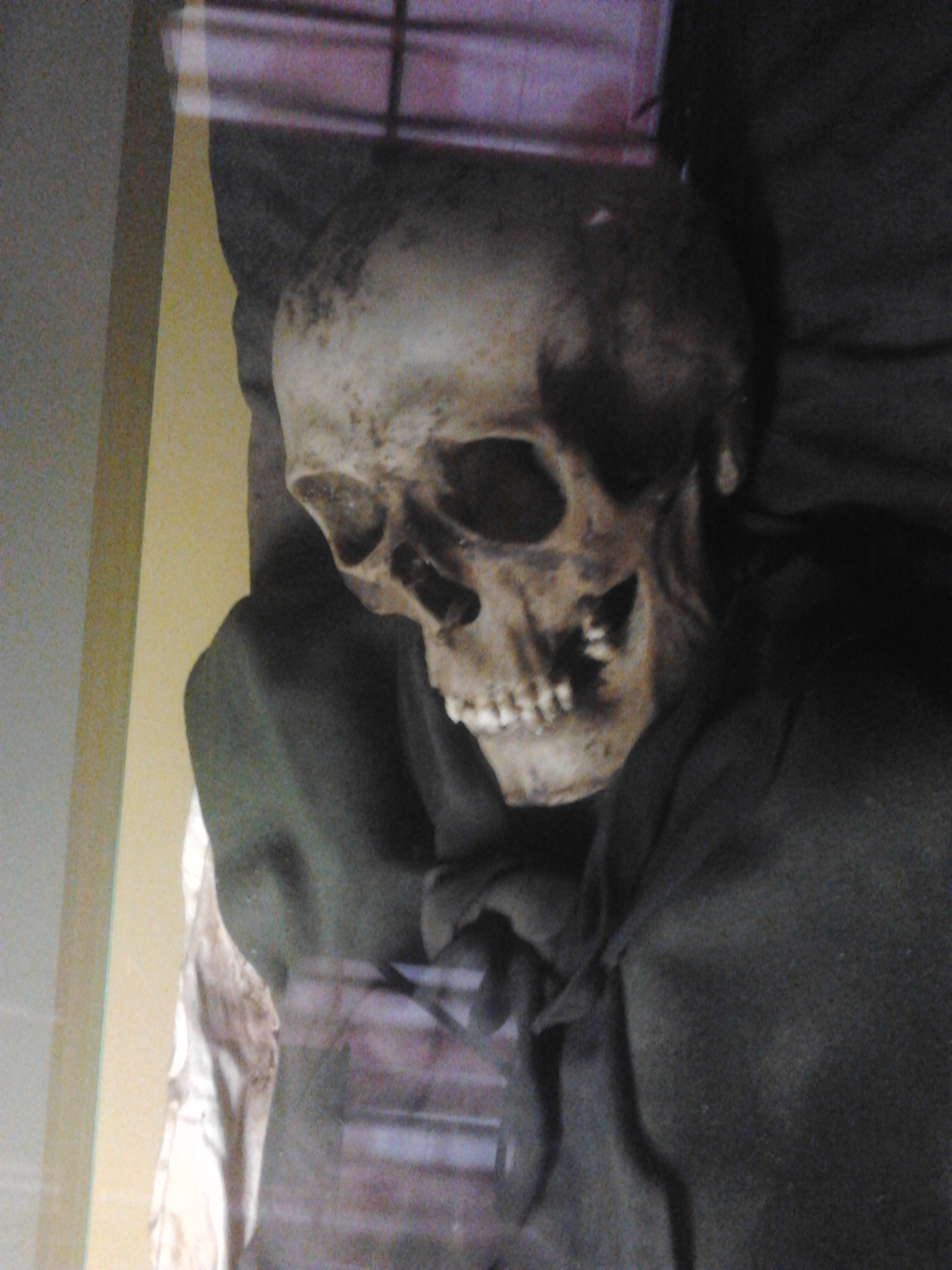
Az egyik váci múmia feje

A templomot a Domonkos-rendi szerzetesek kezdték építeni 1699-ben. Két kripta tartozott hozzá, melyekben 1731–1838 között temetkeztek. Főleg tehetősebb polgárok és egyházi személyek nyughelye volt.

## Vizsgálatok
Felmerül a kérdés, hogyan maradhattak ilyen állapotban a testek, mivel a vizsgálatok során egyértelművé vált, hogy mesterséges beavatkozás nem történt. Az ELTE Meteorológiai Tanszékét kérték fel a kripta klímájának vizsgálatára.
A vizsgálat során arra jutottak, hogy a termek klímája nagyon hasonlít a magyarországi barlangokban és föld alatti üregekben mért hőmérsékletekhez: a külső hőmérséklettől függetlenül 8-11 °C között ingadozott.
A légnyomás a szabadtéri értékkel majdnem azonos – 991–1009 hPa – értéket mutatott. A folyamatos enyhe légmozgás átlagértéke elhanyagolható.
A 90%-os relatív páratartalom nagyon magas, ilyen értékek mellett a testeknek bomlásnak kellett volna indulniuk. A páratartalom alkalmasint az utóbbi időkben érte el ezt a szintet.
Ezeknek a környezeti tényezőknek az együttes hatása kedvezett a mumifikálódásnak.
Szerencsés volt még a koporsók egymásra helyezése, mivel a magasabban lévők kevésbé vizesedtek. Valamint a koporsók anyaga is fontos szerepet játszott. Fenyőfából készült, és a testek köré is faforgácsot szórtak. A fenyőfagyanta kedvező hatással volt a konzerválódási folyamatokra, a faforgács pedig felszívta a testnedveket, így elősegítette a kiszáradást.
A kriptában 107 nő és 119 férfi, valamint 38 megállapíthatatlan nemű holttestet találtak, akiknél 89%-ban fellelhető volt a tuberkulózisfertőzés, azonban mindössze 35%-uknál volt a halál közvetlen okozója. A leletegyüttes tudományos értékét növeli, hogy a belső szervek nagyrészt épségben megőrződtek, ami lehetővé teszi azok sokoldalú természettudományos vizsgálatát (antropológiai, patológiai, genetikai, fogászati vagy morfológiai vizsgálatok). A tudományos kutatások eredményeiből mintha egy mozaik darabkáit összeillesztenénk rekonstruálhatók a 150-250 évvel ezelőtti város lakóinak biológiai jellemzői: a megért életkor, az átélt sérülések és betegségek, a táplálkozási szokások, az életmód, a rokoni és szociális kapcsolatok, az arcvonások.
A leletek vizsgálata elősegítheti különböző betegségek és azok kialakulásának kutatását. Például a HIV, a Kaposi-szarkóma valamint a TBC esetében a kutatások megkezdődtek.

### HIV
Dr. Nagy Károly és csapata olyan kutatásokat végez, amelyek plusz információkkal szolgálhatnak az AIDS elleni küzdelemhez. A vizsgálatok a kezdeti szakaszban vannak, és arra kíváncsiak, milyen az emberi szervezetben végbemenő mutációk okozhatják a HIV-vírussal szembeni fogékonyságot. A kutatók azon kemokin-receptorok génjét vizsgálják, amelyekhez a sejtek felszínén a HIV vírus kötődik.
Az európai népesség egy részében ez a gén mutált, aminek eredményeként kevesebb a 
HIV-vírus megkötését biztosító receptor a sejt felszínén, ezáltal az ilyen génekkel rendelkező emberek bizonyos mértékig ellenállóbbak a HIV-vírussal szemben.
Magyarországon a lakosság 10-11 százaléka, a mediterrán országok lakói 5-6 százaléka, míg az afrikai lakosság egyáltalán nem rendelkezik ilyen mutációval. A váci múmiák maradványainak genetikai vizsgálatával képet kaphatunk arról, hogy a 200 évvel korábban élt emberekben gyakoribb volt-e ez a mutáció, mint a mai magyar lakosságban.

### Kaposi-szarkóma
A Kaposi-szarkóma egy bőrdaganat, amit egy humán herpeszvírus, a HHV-8 okoz.
Ez a betegség az 1980-as évekig, az AIDS megjelenéséig igen ritka volt, azonban a legyengült AIDS-betegek 30 százalékánál kifejlődik.
A kórt 1872-ben leíró Kaposi Mór magyar bőrgyógyászról nevezték el.
Vándor fakereskedőknél diagnosztizálta a daganatot. Ez visszamenőleg felveti, hogy a tumort egy fertőző ágens váltotta ki. Az 1872 előtti szakirodalomban sehol sem szerepel ez a betegség. Felmerül a kérdés, hogy egyáltalán létezett-e a kór az ezt megelőző időkben. Ezt csak olyan elhunytak esetében lehet tanulmányozni, akiknél a bőrszövetek épségben megmaradtak.

### Tuberkulózis
A tuberkulózissal kapcsolatos kutatásokat a Magyar Természettudományi Múzeum, Londoni Universal College és a jeruzsálemi Héber Egyetem közösen végzi. A kutatás fő célja a tuberkulózisbaktériumok antibiotikum-rezisztenciájának vizsgálata.
A betegséget a Mycobacterium hominis és Mycobacterium bovis nevű baktériumok okozzák, cseppfertőzéssel terjed. 
A TBC nem csak a tüdőt érintheti, megbetegítheti a belső szerveket, csontot, bőrt.
A penicillin és további antibiotikum felfedezése óta jól kezelhető ez a betegség. Azonban a gyógyszerek szakszerűtlen használata miatt az utóbbi időben TBC-baktériumok rezisztensebbek lettek az antibiotikumokkal szemben.
„Az Egészségügyi Világszervezet (WHO) adatai szerint 2010-ben majdnem 1,5 millió ember halt meg tuberkulózisban, és 8,8 millió új esetet regisztráltak. Becslések szerint a világ népessége mintegy harmadának, azaz 2012-ben több mint kétmilliárd embernek volt lappangó tuberkulózisa, ami azt jelenti, hogy fertőzöttek a baktériummal, de nem mutatják a betegség tüneteit, és nem is fertőznek, azaz nem adják tovább a betegséget.”
Ezeknek az adatoknak a tükrében felértékelődik a leletek fontossága. Kivételes alkalom, hogy megvizsgáljanak olyan baktériumokat, amelyek még az antibiotikumok elterjedése előtt fertőztek.
A kutatók DNS-vizsgálatokat végeznek, összehasonlítják a múmiák és a most élő emberek DNS-ét. Próbálják megtalálni, miért voltak ellenállóbbak a múmiák a TBC-vel szemben.

### Táplálkozási szokások
A maradványok fogkőmintáiból következtetni lehet a korabeli táplálkozási szokásokra. A vizsgálatok kimutatták, hogy főleg burgonyát és kukoricát fogyasztottak, hús csak ritkán került az asztalra. Éppen ezért a foguk rossz állapotban volt, elterjedt volt a fogszuvasodás. A kevés húsfogyasztás miatt a nyál savas kémhatású lesz, ami kedvez a szuvasodást okozó baktériumoknak.

### Korabeli orvostudomány
A korabeli orvostudomány fejletlensége miatt magas volt a csecsemőhalandóság aránya. Akkoriban is ismerték a császármetszést, viszont ez a művelet csak nagyon kevés esetben nem jelentette az anya halálát. Gyakran már csak a halott anyán tudták végrehajtani, és így megmenteni az újszülöttet. Ezek az újszülöttek sokszor csak néhány nappal élték túl az édesanyjukat, ilyenkor a csecsemőt és az anyát külön koporsóba temették, azért mert nem tudták a holttesteket megfelelően lehűteni. A szülés után azonnal elhunyt újszülötteket az édesanyjukkal együtt temették el.
Egy apáca éppen szülővárosába tartott Vácon keresztül, amikor meghalt. Valószínűleg ő maga kérte a végrendeletében, hogy halála után vágják ki a szívét, hogy azt a szülővárosában temethessék el. Ez az eljárás akkoriban nagyon sok helyen szokás volt.
A fenti példák is azt bizonyítják, hogy az elmúlt korok feltárása nemcsak a múltunk megismerését szolgálja, hanem a jövő kutatásait is segíti. Ebben a váci múmiáknak is nagy szerep juthat.